# Lista do Patrimônio Mundial na Europa Ocidental
- Alemanha
- Áustria
- Bélgica
- França
- Liechtenstein
- Luxemburgo
- Mónaco
- Países Baixos
- Suíça

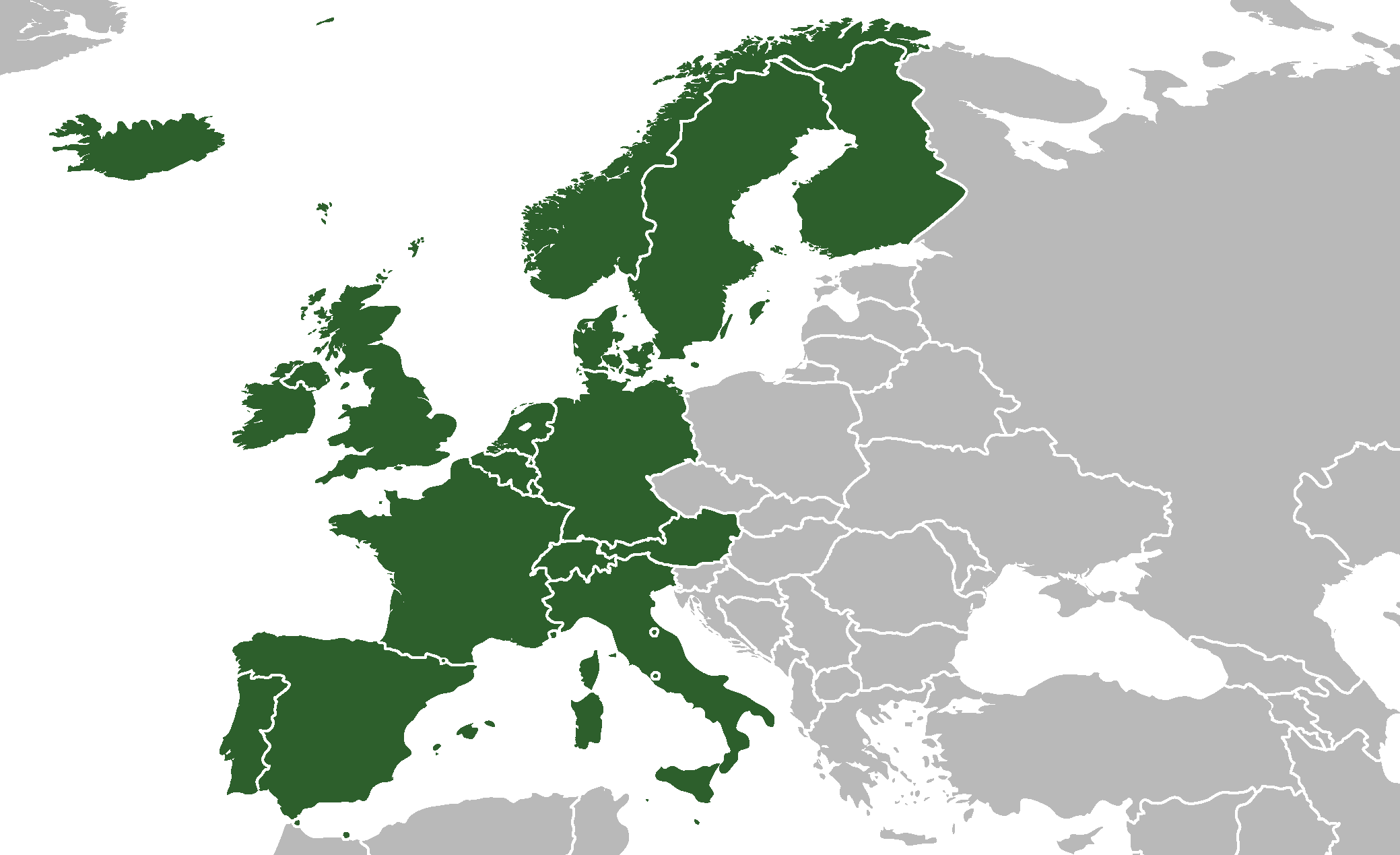
Património Mundial na Europa Ocidental

A Organização das Nações Unidas para a Educação, a Ciência e a Cultura (UNESCO) propôs um plano de proteção aos bens culturais do mundo, através do Comité sobre a Proteção do Património Mundial Cultural e Natural, aprovado em 1972. Esta é uma lista do Patrimônio Mundial existente na Europa Ocidental, especificamente classificada pela UNESCO e elaborada de acordo com dez principais critérios cujos pontos são julgados por especialistas na área. A Europa Ocidental, formada por nove Estados-parte, é uma das sub-regiões classificadas pela UNESCO, sendo parte integrante da região Europa e América do Norte.
Para a definição da UNESCO, a Europa Ocidental é composta pelos Estados-parte: Áustria, Bélgica, França, Alemanha, Liechtenstein, Luxemburgo, Mônaco, Países Baixos e Suíça. A sub-região abriga sítios localizados em 9 países, sendo Alemanha e França os Estados-parte com maior quantidade de bens listados pela UNESCO, com 46 e 45 sítios classificados respectivamente. Por sua vez, Liechtenstein, Mônaco e as Dependências da Coroa Britânica da Ilha de Man, Guernsey e Jersey não possuem sítios listados pela UNESCO. A região conta ainda com doze sítios compartilhados entre os Estados-parte dentro e fora da Europa Ocidental. O primeiro bem da região a ser incluído na lista foi a Catedral de Aachen, na Alemanha, em 1978, ano da primeira sessão do Comitè do Patrimônio Mundial.

## Sítios do Patrimônio Mundial
A região da Europa Ocidental conta atualmente com os seguintes lugares declarados como Patrimônio da Humanidade pela UNESCO:
| Sítio                                                                                         | Imagem | País                                                          | Localização                        | Critério                    | Ano  | Descrição | Ref.   |
| --------------------------------------------------------------------------------------------- | ------ | ------------------------------------------------------------- | ---------------------------------- | --------------------------- | ---- | --- | ------ |
| Catedral de Aachen                                                                            |        | Alemanha                                                      | Renânia do Norte-Vestfália         | Cultural: (i)(ii)(iv)(vi)   | 1979 | Um feito icônico da arquitetura que influenciou toda a Alemanha dos séculos seguintes, a Catedral de Aachen tornou-se a primeira estrutura abobadada construída desde a Antiguidade. A cidade em si esteve intimamente ligada a Carlos Magno durante a construção da catedral, o que explica por que foi seu local de sepultamento em 814. | [ 4 ]  |
| Monte Saint-Michel e a sua Baía                                                               |        | França                                                        | Mancha                             | Cultural: (i)(iii)(vi)      | 1979 | Erguida sobre uma ilhota rochosa no meio de vastos bancos de areia expostos a fortes marés entre a Normandia e a Bretanha, a abadia beneditina de estilo gótico e a vila que cresceu sob suas muralhas tiveram de superar uma série de desafios naturais. Construída entre os séculos XI e XVI, a abadia é um projeto técnico e artístico incrível. | [ 5 ]  |
| Catedral de Chartres                                                                          |        | França                                                        | Eure-et-Loir                       | Cultural: (i)(ii)(iv)       | 1979 | A Catedral de Chartres foi iniciada em 1145 e reconstruída após um incêndio em 1194. É uma obra-prima da arte gótica francesa. Suas esculturas são do século XII e os vitrais são dos séculos XII e XIII. | [ 6 ]  |
| Palácio e Parque de Versalhes                                                                 |        | França                                                        | Ilha de França                     | Cultural: (i)(ii)(vi)       | 1979 | O Palácio de Versalhes foi a principal residência dos reis franceses da geração de Luís XIV a Luís XIV. Embelezado por várias gerações de arquitetos, escultores, decoradores e paisagistas, forneceu à Europa um modelo de residência real ideal por mais de um século. | [ 7 ]  |
| Basílica de Santa Maria Madalena e Colina de Vézelay                                          |        | França                                                        | Yonne                              | Cultural: (i)(vi)           | 1979 | A abadia beneditina de Vézelay existe desde o século IX e tem sido um importante local de peregrinação desde então. Na cidade, Bernardo de Claraval pregou à multidão para iniciar a Segunda Cruzada em 1146. Os líderes da Terceira Cruzada, Ricardo I de Inglaterra e Filipe II de França, encontraram-se na abadia antes de partirem para a Terra Santa. | [ 8 ]  |
| Grutas decoradas do vale do Vézère                                                            |        | França                                                        | Dordonha                           | Cultural: (i)(iii)          | 1979 | O Vale do Vézère abriga 147 sítios pré-históricos que datam do Paleolítico e 25 grutas decoradas. As descobertas mais interessantes são as pinturas rupestres, especialmente as da Gruta de Lascaux, cuja descoberta em 1940 foi de grande importância para a história da arte pré-histórica. As paredes apresentam cenas de caçada com 100 figuras de animais em cores e detalhes notáveis. | [ 9 ]  |
| Palácio e Parque de Fontainebleau                                                             |        | França                                                        | Sena e Marne                       | Cultural: (ii)(vi)          | 1981 | Residência dos reis franceses desde o século XII, o pavilhão de caça real medieval de Fontainebleau foi transformado, ampliado e embelezado no século XVI por Francisco I, que queria fazer dele uma "Nova Roma". Cercado por um imenso parque, o palácio em estilo italiano combina elementos artísticos renascentistas e franceses. | [ 10 ] |
| Catedral de Notre-Dame de Amiens                                                              |        | França                                                        | Altos da França                    | Cultural: (i)(ii)           | 1981 | A Catedral de Amiens é conhecida como uma das igrejas góticas clássicas do século XIII. Após um incêndio devastador em 1218, passou quase 200 anos inteiros em construção antes de assumir sua forma atual em 1401, após o que permaneceu conservada. | [ 11 ] |
| Teatro Antigo e Arco do triunfo de Orange                                                     |        | França                                                        | Provença-Alpes-Costa Azul          | Cultural: (iii)(vi)         | 1981 | O Antigo Teatro de Orange, é um dos mais bem preservados de todos os grandes teatros romanos. O teatro apresenta uma fachada intacta de 103 metros. O arco romano foi construído entre 10 e 25 d.C. como arco do triunfo durante o reinado de Augusto. | [ 12 ] |
| Monumentos romanos e românicos de Arles                                                       |        | França                                                        | Bocas do Ródano                    | Cultural: (ii)(iv)          | 1981 | A cidade, originalmente construída no século VI a.C. por colonizadores gregos, foi remodelada pelos romanos e lentamente se transformou em uma importante metrópole política e religiosa. Por volta de 480, no entanto, Arles foi conquistada pelos bárbaros e sofreu um declínio até o século IX, quando Bosão da Provença fundou o que mais tarde se tornaria o Reino de Borgonha-Arles, recuperando sua importância. | [ 13 ] |
| Abadia de Fontenay                                                                            |        | França                                                        | Marmagne                           | Cultural: (iv)              | 1981 | O mosteiro foi fundado por São Bernardo em 1119. A abadia foi construída para ser autosuficiente e isolar os residentes do mundo exterior. Além da igreja e dos aposentos dos monges, possuía uma padaria e ferraria para ajudar a torná-la independente. | [ 14 ] |
| Catedral de Speyer                                                                            |        | Alemanha                                                      | Renânia-Palatinado                 | Cultural: (ii)              | 1981 | A românica Catedral de Speyer, foi fundada por Conrado II em 1030 e remodelada no final do século XI. Foi uma das maiores catedrais românicas do Sacro Império Romano e local de sepultamento dos imperadores germânicos por quase três séculos. | [ 15 ] |
| Residência de Würzburg com os jardins de corte e a praça                                      |        | Alemanha                                                      | Baixa Francónia                    | Cultural: (i)(iv)           | 1981 | O grande e ornamentado palácio barroco foi criado sob o patrocínio dos príncipes-bispos Lothar Franz e Friedrich Carl von Schönborn. É um dos maiores palácios da Alemanha. | [ 16 ] |
| Salina Real de Arc-et-Senans                                                                  |        | França                                                        | Borgonha-Franco-Condado            | Cultural: (i)(ii)(iv)       | 1982 | A Salina Real de Arc-et-Senans foi construída em 1775 durante o reinado de Luís XVI de acordo com os princípios do Iluminismo, com disposição e projeto racionalistas. As Grandes Salinas de Salins-les-Bains esteviveram ativas por pelo menos 1.200 anos até parar as atividades em 1962. | [ 17 ] |
| Abadia de Saint-Savin-sur-Gartempe                                                            |        | França                                                        | Poitou                             | Cultural: (i)(iii)          | 1983 | Muitas vezes referida como a "Capela Sistina Românica", a igreja apresenta murais bem preservados dos séculos XI e XII. | [ 18 ] |
| Convento Beneditino de São João - Müstair                                                     |        | Suíça                                                         | Grisões                            | Cultural: (iii)             | 1983 | O Convento Beneditino de São João de Müstair é um mosteiro cristão do período carolíngio. Possui a maior coleção de murais figurativos da Suíça, pintados em torno de 800 d.C., juntamente com outras artes e desenhos românicos. | [ 19 ] |
| Convento de São Galo                                                                          |        | Suíça                                                         | São Galo                           | Cultural: (ii)(iv)          | 1983 | O carolíngio Convento de São Galo foi um dos mais importantes da Europa. Esteve em funcionamento desde o século VIII até à sua secularização em 1805. A sua biblioteca é uma das mais ricas e antigas do mundo e contém uma série de preciosos manuscritos como o "Plano de São Galo". Partes do edifício foram reconstruídas em estilo barroco. | [ 20 ] |
| Golfo de Porto: Golfo Girolata, Reserva Natural de Scandola e Calanches de Piana na Córsega   |        | França                                                        | Alta Córsega                       | Natural: (vii)(viii)(x)     | 1983 | O Golfo do Porto faz parte do Parque Regional da Córsega, albergando uma variedade de vida marinha e aviária, bem como matagais. | [ 21 ] |
| Cidade Antiga de Berna                                                                        |        | Suíça                                                         | Berna                              | Cultural: (iii)             | 1983 | Fundada no século XII em uma colina cercada pelo rio Aare, Berna desenvolveu-se ao longo da península. Após um incêndio devastador, toda a cidade foi reconstruída em um estilo unificado. Os primeiros edifícios de madeira foram substituídos por arenito, seguidos por arcadas no século XV e arcadas e fontes no século XVI. A cidade medieval foi reconstruída no século XVIII, mas manteve suas características anteriores intactas. | [ 22 ] |
| Igreja de Peregrinação de Wies                                                                |        | Alemanha                                                      | Weilheim-Schongau                  | Cultural: (i)(iii)          | 1983 | A Igreja de Wies, construída entre 1745 e 1754 é obra do arquiteto Dominikus Zimmermann e uma obra-prima do rococó bávaro. | [ 23 ] |
| Place Stanislas, Place de la Carrière e Place d'Alliance em Nancy                             |        | França                                                        | Lorena                             | Cultural: (i)(iv)           | 1983 | Nancy é o exemplo mais antigo de uma capital construída como um todo unificado e com princípios modernos. Foi construída entre 1752 e 1756 por uma equipe brilhante liderada pelo arquiteto Emmanuel Héré e é famosa pelo conjunto harmonioso de espaços axiais que desenvolveu, estendendo-se da Place Stanislas ao Palais du Gouvernement. | [ 24 ] |
| Castelos de Augustusburg e de Falkenlust em Brühl                                             |        | Alemanha                                                      | Renânia do Norte-Vestfália         | Cultural: (ii)(iv)          | 1984 | O Castelo de Augustusburg, a residência dos príncipes-arcebispos de Colônia e o pavilhão de caça Falkenlust são exemplos da arquitetura rococó alemã primitiva. | [ 25 ] |
| Ponte do Gard                                                                                 |        | França                                                        | Gard                               | Cultural: (i)(iii)(iv)      | 1985 | A Ponte du Gard foi construída pouco antes da era cristã romana para permitir que o Aqueduto de Nîmes (de 50 km de comprimento) cruzasse o rio Gardon. Os arquitetos e engenheiros hidráulicos romanos que projetaram esta ponte criaram uma obra-prima técnica e artística. A ponte tem quase 50 metros de altura e três níveis, com o mais longo medindo 275 metros. | [ 26 ] |
| Catedral de Santa Maria e Igreja de São Miguel em Hildesheim                                  |        | Alemanha                                                      | Baixa Saxônia                      | Cultural: (i)(ii)(iii)      | 1985 | O sítio consiste em duas igrejas em Hildesheim. A românica otoniana Igreja de São Miguel foi construída entre 1010 e 1020, sendo decorada com um notável teto de madeira, estuque pintado e a Coluna de Bernward. Os tesouros da Catedral de Hildesheim, em estilo românico, incluem as Portas Bernward e os candelabros Hezilo e Azelin. | [ 27 ] |
| Castelos e Muralhas do Rei Eduardo em Venedócia                                               |        | Reino Unido                                                   | Gwynedd                            | Cultural: (i)(iii)(iv)      | 1986 | Durante o reinado de Eduardo I da Inglaterra (1272–1307), uma série de castelos foram construídos com o objetivo de controlar a população galesa e estabelecer colônias inglesas no País de Gales. O sítio classificado abrange diversos castelos, incluindo Beaumaris, Caernarfon, Conwy e Harlech. Os castelos de Eduardo I são considerados o ápice da arquitetura militar saxónica. | [ 28 ] |
| Castelo e Catedral de Durham                                                                  |        | Reino Unido                                                   | Durham                             | Cultural: (ii)(iv)(vi)      | 1986 | A Catedral de Durham é o "maior e melhor" exemplo da arquitetura normanda na Inglaterra e sua abóbada integrou o surgimento da arquitetura gótica. A catedral abriga relíquias de São Cuteberto e São Beda. O castelo normando era a residência dos príncipes-bispos de Durham. | [ 29 ] |
| Calçada dos Gigantes                                                                          |        | Reino Unido                                                   | Antrim                             | Natural: (vii)(viii)        | 1986 | A Calçada dos Gigantes é composta por 40.000 colunas de basalto que se projetam para fora do mar. Foi criado pela atividade vulcânica no Terciário. | [ 30 ] |
| Desfiladeiro de Ironbridge                                                                    |        | Reino Unido                                                   | Shropshire                         | Cultural: (i)(ii)(iv)(vi)   | 1986 | Desfiladeiro de Ironbridge contém minas, fábricas, moradias para trabalhadores e a infraestrutura de transporte que foi criada no desfiladeiro durante a Revolução Industrial. O desenvolvimento da produção de coque na área ajudou a iniciar a Revolução Industrial. A Ponte de Ferro foi a primeira ponte do mundo construída em ferro e foi arquitetônica e tecnologicamente influente. | [ 31 ] |
| Monumentos Românicos, Catedral de São Pedro e Igreja de Nossa Senhora, Trier                  |        | Alemanha                                                      | Renânia-Palatinado                 | Cultural: (i)(iii)(iv)(vi)  | 1986 | A colônia romana em Trier foi fundada no século I d.C. Tornou-se uma grande cidade e tornou-se uma das capitais da Tetrarquia no final do século III. Muitas das estruturas da era romana ainda estão conservadas e a catedral é o templo cristão mais antigo da Alemanha, construída sobre as ruínas de edifícios romanos de 329 a 346. | [ 32 ] |
| Saint Kilda                                                                                   |        | Reino Unido                                                   | Hébridas Exteriores                | Misto: (iii)(v)(vii)(ix)(x) | 1986 | Embora habitado há mais de 2.000 anos, o isolado arquipélago de Saint Kilda não tem residentes permanentes desde 1930. O património humano das ilhas inclui várias características arquitetônicas únicas dos períodos histórico e pré-histórico. Saint Kilda também é um terreno fértil para muitas espécies importantes de aves marinhas, incluindo a maior colônia de gansos-patola do mundo e até 136.000 papagaios-do-mar. | [ 33 ] |
| Stonehenge, Avebury e Sítios Associados                                                       |        | Reino Unido                                                   | Wiltshire                          | Cultural: (i)(ii)(iii)      | 1986 | Os sítios neolíticos de Avebury e Stonehenge são dois dos maiores e mais conhecidos monumentos megalíticos do mundo. Se relacionam com a interação do homem com seu ambiente. O propósito dos henges têm sido foco de especulação, com sugestões que vão desde o cerimonial até a interpretação do cosmos. | [ 34 ] |
| Parque Real de Studley com as Ruínas da Abadia de Fountains                                   |        | Reino Unido                                                   | North Yorkshire                    | Cultural: (i)(iv)           | 1986 | Antes da Dissolução dos Mosteiros em meados do século XVI, a Abadia de Fountains era uma das maiores e mais ricas abadias cistercienses da Grã-Bretanha e é uma das poucas que sobrevivem do século XII. O jardim posterior, que incorpora a abadia, sobrevive em grande parte em seu design original e influenciou o estilo de jardim europeu. | [ 35 ] |
| Palácio de Blenheim                                                                           |        | Reino Unido                                                   | Oxfordshire                        | Cultural: (ii)(iv)          | 1987 | O Palácio de Blenheim, residência de John Churchill, Duque de Marlborough, foi projetado pelos arquitetos John Vanbrugh e Nicholas Hawksmoor e o parque ao redor foi ajardinado por Capability Brown. Sua construção celebrava a vitória sobre os franceses, sendo significativa para estabelecer a arquitetura românica inglesa como uma entidade separada da Arquitetura clássica francesa. | [ 36 ] |
| Cidade de Bath                                                                                |        | Reino Unido                                                   | Somerset                           | Cultural: (i)(ii)(iv)       | 1987 | Fundada pelos romanos como uma estância termal, um importante centro da indústria de lanifícios no período medieval e uma cidade termal no século XVIII, Bath possui uma história extensa e variada. A cidade é preservada com suas ruínas romanas e arquitetura palladiana. | [ 37 ] |
| Fronteiras do Império Romano                                                                  |        | Alemanha · Reino Unido                                        | O Norte Süddeutschland             | Cultural: (ii)(iii)(iv)     | 1987 | A Muralha de Adriano foi construída em 122 d.C. e a Muralha de Antonino foi construída em 142 d.C. para defender o Império Romano dos "bárbaros". O Patrimônio Mundial foi anteriormente listado apenas como "Muralha de Adriano" e depois foi expandido para incluir todas as fronteiras do Império Romano em seu apogeu no século II, desde a Muralha de Antonino no norte até a Muralha de Trajano na Europa Oriental. | [ 38 ] |
| Cidade Hanseática de Lübec                                                                    |        | Alemanha                                                      | Eslésvico-Holsácia                 | Cultural: (iv)              | 1987 | Lübeck era a capital comercial da influente Liga Hanseática, que monopolizou o comércio em grande parte do norte da Europa. Embora um quinto da cidade tenha sido totalmente destruído na Segunda Guerra Mundial, grande parte da arquitetura original do século XII permanece. | [ 39 ] |
| Palácio de Westminster, Abadia de Westminster e Igreja de Santa Margarida                     |        | Reino Unido                                                   | Grande Londres                     | Cultural: (i)(ii)(iv)       | 1987 | O sítio classificado sedia instituições do governo inglês desde o século XI. Desde Guilherme I, todos os monarcas ingleses e britânicos foram coroados na Abadia de Westminster. O Palácio de Westminster, sede do Parlamento britânico, é um exemplar único da arquitetura neogótica enquanto a Igreja de Santa Margarida é o templo paroquial do palácio, construída no século XI. | [ 40 ] |
| Catedral da Cantuária, Abadia de Santo Agostinho e a Igreja de São Martinho                   |        | Reino Unido                                                   | Kent                               | Cultural: (i)(ii)(vi)       | 1988 | A Igreja de São Martinho é a igreja mais antiga da Inglaterra. A Igreja e Abadia de Santo Agostinho foi fundada durante os estágios iniciais da introdução do cristianismo aos anglo-saxões. A catedral exibe arquitetura românica e gótica e é a sé episcopal da Igreja de Inglaterra. | [ 41 ] |
| Grande Île de Estrasburgo                                                                     |        | França                                                        | Baixo Reno                         | Cultural: (i)(ii)(iv)       | 1988 | A Grande Île ("Ilha Grande") é o centro histórico de Estrasburgo, capital da Alsácia, e abriga vários edifícios históricos. Alguns dos mais notáveis incluem a Catedral, o Palais des Rohan (antiga residência dos príncipes-bispos) e o Palais du Rhin. | [ 42 ] |
| Torre de Londres                                                                              |        | Reino Unido                                                   | Grande Londres                     | Cultural: (ii)(iv)          | 1988 | Iniciada por Guilherme, o Conquistador em 1066, durante a Conquista Normanda, a Torre de Londres é um símbolo de poder e um exemplo da arquitetura militar normanda que se espalhou pela Inglaterra. Reformas de Henrique III e Eduardo I no século XIII fizeram do castelo um dos edifícios mais influentes do gênero na Inglaterra. | [ 43 ] |
| Palácios e parques de Potsdam e Berlim                                                        |        | Alemanha                                                      | Brandemburgo                       | Cultural: (i)(ii)(iv)       | 1990 | Este sítio contém 500 hectares de parques e 150 edifícios construídos entre 1730 e 1916. Ele se estende até o distrito de Berlim-Zehlendorf, com os palácios e parques ao longo das margens do rio Havel e do lago Glienicke. Voltaire esteve hospedado no Palácio Sans-Souci, construído sob Frederico II entre 1745 e 1747. | [ 44 ] |
| Abadia de Lorsch                                                                              |        | Alemanha                                                      | Hesse                              | Cultural: (iii)(iv)         | 1991 | A abadia e o portão (ou Torhall) são da era carolíngia. As notáveis esculturas e pinturas carolíngias ainda estão em boas condições. | [ 45 ] |
| Catedral de Reims, Antiga Abadia de Saint-Remi e Palácio de Tau, Reims                        |        | França                                                        | Marne                              | Cultural: (i)(ii)(vi)       | 1991 | Notre-Dame de Reims é uma das obras-primas da arte gótica. A antiga abadia ainda tem sua bela nave do século IX, na qual se encontram os restos mortais de seu arcebispo São Remígio (440-533), que instituiu a sagração dos reis da França. O antigo palácio arquiepiscopal - conhecido como Palácio de Tau - que desempenhou um papel importante nas cerimónias religiosas, foi quase totalmente reconstruído no século XVII. | [ 46 ] |
| Paris, margens do Sena                                                                        |        | França                                                        | Ilha de França                     | Cultural: (i)(ii)(iv)       | 1991 | O rio Sena atravessa o coração de Paris. As margens do rio estão repletas de muitos dos locais mais famosos de Paris, incluindo o Louvre, a Torre Eiffel, a Place de la Concorde, a Catedral de Notre-Dame, a Sainte Chapelle e o Grand e Petit Palais. A arquitetura de Haussmann com amplas praças e boulevards influenciaram o planejamento urbano do final do século XIX e XX em todo o mundo. | [ 47 ] |
| Catedral de Bourges                                                                           |        | França                                                        | Cher                               | Cultural: (i)(iv)           | 1992 | Originalmente construída para confirmar a decisão da arquidiocese e reconstruída devido ao incêndio, a catedral é simplista em seu traçado, mas considerada um marco único da cidade. Algumas das casas da era medieval ainda cercam a igreja. | [ 48 ] |
| Minas de Rammelsberg, cidade histórica de Goslar e sistema de gestão hidráulica de Upper Harz |        | Alemanha                                                      | Baixa Saxônia                      | Cultural: (i)(ii)(iii)(iv)  | 1992 | O sistema de gestão hidráulica de Upper Harz foi desenvolvido durante um período de cerca de 800 anos para auxiliar na extração de minério. As minas e suas lagoas começaram sob os monges cistercienses na Idade Média. No entanto, a maioria das obras foi construída a partir do final do século XVI até o século XIX. É composto por um sistema extremamente complexo de lagoas artificiais, pequenos canais, túneis e drenos subterrâneos. As minas foram um importante local para inovação em mineração no mundo ocidental.                         | [ 49 ] |
| Conjunto Arqueológico do Vale do Boyne                                                        |        | Irlanda                                                       | Condado de Meath                   | Cultural: (i)(iii)(iv)      | 1993 | O sítio é um testemunho único da longevidade de vários assentamentos pré-históricos e medievais, apresentando vários avanços culturais, artísticos e científicos que abrangem quatro milênios. | [ 50 ] |
| Complexo do Mosteiro de Maulbronn                                                             |        | Alemanha                                                      | Baden-Württemberg                  | Cultural: (ii)(iv)          | 1993 | O mosteiro cisterciense de Maulbronn é considerado o complexo monástico medieval mais completo e mais bem preservado ao norte dos Alpes. Os principais edifícios foram construídos entre os séculos XII e XVI, juntamente com as paredes do mosteiro. A igreja do mosteiro, principalmente em estilo gótico de transição, ajudou a espalhar o estilo gótico pelo norte e centro da Europa. O mosteiro também tinha um grande e elaborado sistema de gerenciamento de água.                                                                                | [ 51 ] |
| Cidade de Bamberga                                                                            |        | Alemanha                                                      | Baviera                            | Cultural: (ii)(iv)          | 1993 | Em 1007, Bamberga tornou-se o centro de uma diocese que pretendia ajudar a espalhar o cristianismo entre os eslavos. Durante o século XII, os Bispos de Bamberga iniciaram um programa de construção pública monumental. A arquitetura que se desenvolveu influenciou a construção no norte da Alemanha e na Hungria. No século XVIII, tornou-se um centro do Iluminismo quando escritores como Hegel e Hoffmann se estabeleceram na cidade. | [ 52 ] |
| Cidade de Luxemburgo: Bairros antigos e fortificações                                         |        | Luxemburgo                                                    | Luxemburgo                         | Cultural: (iv)              | 1994 | Luxemburgo ocupa uma localização estrategicamente importante na região. Ao longo dos séculos, foi alvo de inúmeras negociações territoriais pelas grandes potências da Europa, cada uma das quais fortaleceu e expandiu a cidade. Embora muitas das muralhas tenham sido destruídas em 1867, partes delas ainda permanecem. | [ 53 ] |
| Igreja Colegiada, Castelo e Cidade Velha de Quedlinburg                                       |        | Alemanha                                                      | Saxônia-Anhalt                     | Cultural: (iv)              | 1994 | A preservação da Velha Quedlimburgo permite que os turistas vejam casas de enxaimel dos séculos XVI e XVII e caminhem pelas ruas de padrões medievais, enquanto o castelo e a catedral românicos, que abrigam os restos mortais de Henrique I, se erguem sobre a cidade. | [ 54 ] |
| Siderurgia de Völklingen                                                                      |        | Alemanha                                                      | Sarre                              | Cultural: (ii)(iv)          | 1994 | As siderúrgicas recentemente fechadas são o único exemplo intacto na Europa Ocidental e na América do Norte de uma siderúrgica intacta construída nos séculos XIX e XX. | [ 55 ] |
| Centro Histórico de Avinhão: Palácio dos Papas, Conjunto Episcopal e Ponte de Avinhão         |        | França                                                        | Provença-Alpes-Costa Azul          | Cultural: (i)(ii)(iv)       | 1995 | O Centro Histórico de Avinhão é um excelente exemplar da arquitetura medieval, sendo marco do estabelecimento dos Papas em Avinhão de 1309 e 1377. Acidade se tornou um centro de desenvolvimento e disseminação de uma nova era dentro da Igreja Católica romana, em um momento de particular importância no estabelecimento de uma relação duradoura entre o papado e os poderes civis. | [ 56 ] |
| Sítio fossilífero de Messel                                                                   |        | Alemanha                                                      | Hesse                              | Natural: (viii)             | 1995 | Messel é o local mais rico do mundo para a compreensão do ambiente do Eoceno, entre 57 milhões e 36 milhões de anos atrás. Em particular, mostra os estágios iniciais da evolução dos mamíferos e inclui fósseis de mamíferos excepcionalmente bem preservados. Algumas das descobertas mais notáveis incluem esqueletos totalmente articulados e o conteúdo dos estômagos dos animais. | [ 57 ] |
| Cidade Velha e Cidade Nova de Edimburgo                                                       |        | Reino Unido                                                   | Edimburgo                          | Cultural: (ii)(iv)          | 1995 | A Cidade Velha de Edimburgo foi fundada na Idade Média e a Cidade Nova foi desenvolvida entre 1767 e 1890. O sítio contrasta o traçado urbano do período medieval e moderno. O projeto e a arquitetura da Cidade Nova, cujos arquitetos incluem William Chambers e William Playfair, influenciaram a arquitetura urbana europeia nos séculos XVIII e XIX. | [ 58 ] |
| Schokland e arredores                                                                         |        | Países Baixos                                                 | Flevolândia                        | Cultural: (iii)(v)          | 1995 | Schokland era uma península no Zuider Zee que se tornou uma ilha no século XV. Quando as águas subiram, foi abandonada em 1859. No entanto, após a drenagem do Zuider Zee na década de 1940, foi novamente repovoada. | [ 59 ] |
| Bauhaus e seus sítios em Weimar e Dessau                                                      |        | Alemanha                                                      | Saxônia-Anhalt                     | Cultural: (ii)(iv)(vi)      | 1996 | Fundada em 1919 em Weimar, a Bauhaus foi a escola de arte mais influente do século XX. Os edifícios projetados pelos mestres da Bauhaus são representantes fundamentais do Modernismo clássico. O patrimônio conjunto inclui os prédios da escola Bauhaus em Weimar e a Haus am Horn, Weimar; o edifício Bauhaus Dessau, o Meisterhäuser (onde viviam os funcionários) e o Laubenganghäuser. | [ 60 ] |
| Canal do Midi                                                                                 |        | França                                                        | Midi                               | Cultural: (i)(ii)(iv)(vi)   | 1996 | Chamado de "uma das maiores realizações de engenharia da era moderna", o Canal do Midi de 360 km de extensão é o resultado de projetos do século XVII que ligavam o Mar Mediterrâneo ao Oceano Atlântico, essencialmente preparando o cenário para a Revolução Industrial. O criador Pierre-Paul Riquet também colocou grande ênfase na estética da hidrovia para que ela se integrasse ao ambiente. | [ 61 ] |
| Catedral de Colônia                                                                           |        | Alemanha                                                      | Renânia do Norte-Vestfália         | Cultural: (i)(ii)(iv)       | 1996 | A Catedral de Colônia foi construída a partir de 1248 e permaneceu incompleta até que os prussianos a assumiram séculos depois, concluindo-a em 1880. A catedral foi fortemente bombardeada na Segunda Guerra Mundial, mas as restaurações permitiram que se tornasse o edifício mais visitado da Alemanha. | [ 62 ] |
| Ponte do Forth                                                                                |        | Reino Unido                                                   | Edimburgo                          | Cultural: (i)(iv)           | 2015 | A Ponte do Forth é uma ponte em mísula sobre o Estuário do Forth, 14 quilômetros a oeste do centro da cidade de Edimburgo. É considerada uma estrutura icônica e símbolo cultural da Escócia, e foi projetada pelos engenheiros ingleses Sir John Fowler e Sir Benjamin Baker. | [ 63 ] |
| Speicherstadt, Kontorhausviertel e Chilehaus em Hamburgo                                      |        | Alemanha                                                      | Hamburgo                           | Cultural: (iv)              | 2015 | Speicherstadt, o nome do distrito, significa "distrito do armazém" em alemão. Localizado na cidade portuária e histórica de Hamburgo, é o maior distrito portuário do mundo onde os edifícios se apoiam sobre fundações de madeira e troncos de carvalho. Foi construído de 1883 a 1927, como zona franca regional. | [ 64 ] |
| A Obra Arquitetônica de Le Corbusier: uma contribuição excecional para o Movimento Moderno    |        | Alemanha · Bélgica · França · Suíça                           | [[]]                               | Cultural: (i)(ii)(vi)       | 2016 | Dezessete exemplares em sete países da obra do pioneiro da arquitetura moderna Le Corbusier. Esses edifícios abrangem cerca de meio século de trabalho e ilustram as soluções que os arquitetos modernos encontraram para atender às necessidades da sociedade, bem como o alcance internacional da arquitetura moderna. | [ 65 ] |
| Grutas e Arte da Idade do Gelo em Swabian Jura                                                |        | Alemanha                                                      | Alpes Suábios                      | Cultural: (iii)             | 2017 | Escavadas desde a década de 1860, seis cavernas revelaram itens que datam de 43.000 a 33.000 anos atrás, incluindo uma estatueta de forma feminina, estatuetas de animais esculpidas, instrumentos musicais e itens de adorno pessoal. Esses sítios arqueológicos apresentam algumas das artes figurativas mais antigas do mundo e ajudam a esclarecer as origens do desenvolvimento artístico humano. | [ 66 ] |
| Lake District Inglês                                                                          |        | Reino Unido                                                   | Noroeste                           | Cultural: (ii)(v)(vi)       | 2017 | O trabalho combinado da natureza e da atividade humana produziu uma paisagem harmoniosa em que as montanhas se espelham nos lagos. Grandes casarões, jardins e parques foram criados propositadamente para realçar a beleza desta paisagem. Esta paisagem foi muito apreciada a partir do século XVIII pelos movimentos pitorescos e depois românticos, que a celebraram em pinturas e literatura. Também inspirou uma consciência da importância das belas paisagens e desencadeou os primeiros esforços para preservá-las.                              | [ 67 ] |
| Complexo arqueológico de Hedeby e Danevirke                                                   |        | Alemanha                                                      | Eslésvico-Holsácia                 | Cultural: (iii)(iv)         | 2018 | Hedeby foi um importante assentamento de vikings dinamarqueses e varangianos suecos. É considerada uma cidade medieval no norte da Europa e foi um importante local de comércio e principal centro de comércio de longa distância entre a Escandinávia, a Europa Ocidental, a região do Mar do Norte e os Estados Bálticos. O Danevirke é uma fortificação do início e da alta Idade Média no norte de Eslésvico-Holsácia, na Alemanha. É constituído por muros de terra com fossos, um muro de tijolos, dois castelos medievais e uma barreira marítima. | [ 68 ] |
| Região Mineira de Erzgebirge/Krušnohoří                                                       |        | Alemanha · Chéquia                                            | Saxônia                            | Cultural: (ii)(iii)(iv)     | 2019 | As montanhas no sudoeste da Alemanha e no noroeste da República Tcheca têm sido uma fonte de metais, incluindo prata, estanho e urânio desde o século XII. A paisagem cultural da região foi moldada por inovações de mineração e fundição. | [ 69 ] |
| Observatório de Jodrell Bank                                                                  |        | Reino Unido                                                   | Cheshire                           | Cultural: (i)(ii)(iv)(vi)   | 2019 | O Observatório de Jodrell Bank foi erguido em uma área rural distante das interferências de rádio e é um dos principais observatórios de radioastronomia do mundo. No início de sua atividade, em 1945, o complexo científico foi referência pioneira em pesquisas sobre raios cósmicos detectados por ecos de radar. | [ 70 ] |
| Sistema de gestão de água de Augsburgo                                                        |        | Alemanha                                                      | Baviera                            | Cultural: (ii)(iv)          | 2019 | Os sistemas de água de Augsburgo vêm sendo construídos desde o século XIV até os dias atuais. Uma rede de canais, torres de água, equipamentos de bombeamento e usinas hidrelétricas fornecem água potável e energia para a cidade há séculos. | [ 71 ] |
| Grandes cidades termais da Europa                                                             |        | Alemanha · Áustria · Bélgica · Chéquia · França · Reino Unido | Karlovy Vary Liège Allier Somerset | Cultural: (ii)(iii)(iv)(vi) | 2021 | Grandes Cidades Termais da Europa é um sítio serial transnacional que compreende 11 cidades termais em sete países europeus, onde as águas minerais foram amplamente usadas para fins curativos e terapêuticos antes do desenvolvimento de medicamentos industrializados no século XIX. | [ 72 ] |